# Мазурец, Фёдор Владимирович
Фёдор Владимирович Мазурец (4 апреля 1920, Белогородка, Волынская губерния — 18 мая 1980) — советский хозяйственный и партийный деятель. Участник Великой Отечественной войны, партизан Крыма. Председатель исполкома Симферопольского горсовета (1957—1962).

## Биография
Родился 4 апреля 1920 года в селе Белогородка Изяславского района Хмельницкой области в семье крестьянина-середняка. В октябре 1936 года приехал в Крым. В 1936—1939 годах ученик продавца, продавец местного магазина в Алупке. В 1939—1940 годах шофер в отделе курортов. 
С октября 1940 года призван на военную службу в РККФ. В учебном отряде одного из подразделений Черноморского флота, обучен на моториста. В начале войны получил направление в 7-ю бригаду морской пехоты ЧФ. Участвовал в обороне Перекопа в составе Перекопских отрядов моряков. В документах флота и даже послевоенной Печатной Книге Памяти числится пропавшим без вести. В ноябре 1941 года взвод морской пехоты, в котором служил Ф. В. Мазурец, попадает в лес к крымским партизанам. До ранения в октябре 1942 года находился в 1-м, а потом 3-м Симферопольском партизанском отряде Южного соединения. Эвакуирован морем в Сочи, где находился на лечении. Затем в резерве Крымского штаба партизанского движения. После завершения лечения снова заброшен в Крым в Северное соединение. Сначала был рядовым, а затем начальником штаба и командиром 6-го партизанского отряда 5-й бригады (8.11.1943-28.12.1943) ранен, снова эвакуирован в Сочи. Член ВКП(б). Старшина 1-й статьи, после переподготовок в послевоенное время майор запаса.
В 1948 году окончил областную партшколу Крымского обкома ВКП(б). В 1948—1952 годах — секретарь, с марта 1952 года 1-й секретарь Красноперекопского райкома ВКП(б). В 1956 году закончил Высшую партийную школу при ЦК КПСС. С 1957 по июнь 1962 года председатель Симферопольского горисполкома. С июня 1962 по июнь 1966 года директор крупного совхоза «Гвардейский» Симферопольского района. С января 1966 года директор треста мясо-молочных совхозов. В 1974 году закончил факультет плодоовощеводства и виноградарства Крымского сельскохозяйственного института. Депутат Крымского областного совета трудящихся (1959—1963). Скончался 18 мая 1980 года.

## Награды
- медаль «Партизану Отечественной войны» 1 степени,
- медаль «За оборону Севастополя»,
- Орден Отечественной войны II степени (30.03.1946)[1].
- Заслуженный работник сельского хозяйства УССР.